# Kushk
Kūshk (farsi کوشک) è una città dello shahrestān di Khomeynishahr, circoscrizione Centrale, nella Provincia di Esfahan. Aveva, nel 2006, una popolazione di 11.264 abitanti.